# Harry Kinnard
Harry William Osborne Kinnard II (7 de mayo de 1915 – 5 de enero de 2009) fue un oficial general estadounidense que, durante la guerra de Vietnam, fue pionero en el concepto movilidad aérea consistente en el envío de tropas al campo de batalla usando helicópteros. Kinnard se retiró del ejército como teniente general.
Kinnard creció en Dallas, Texas. Después de graduarse en la Academia Militar de los Estados Unidos en West Point en 1939, ingresó al servicio militar.

## Servicio militar
El 7 de diciembre de 1941, Kinnard se encontraba estacionado en Pearl Harbor, y manejó una ametralladora para defender la base en la mañana del ataque japonés.
Se lanzó en paracaídas en Francia durante las primeras horas del desembarco de Normandía en junio de 1944, y recibió la Cruz del Servicio Distinguido por su heroísmo durante la Operación Market Garden, como parte del ataque aéreo aliado contra las fuerzas alemanas en los Países Bajos en septiembre de 1944.

### Batalla de las Ardenas
En diciembre de 1944, durante la Batalla de las Ardenas, las fuerzas alemanas rodearon la ciudad de Bastoña, una ciudad Bélgica que estaba en manos de la 101.ª División Aerotransportada de los Estados Unidos y ubicada en una encrucijada que podría haber permitido a los alemanes romper las líneas estadounidenses y alcanzar su objetivo de retomar la ciudad portuaria de Amberes. Con las fuerzas estadounidenses rodeadas, con pocos suministros y sufriendo los efectos del clima frío, dos oficiales alemanes se acercaron a las líneas estadounidenses con la demanda de que las fuerzas estadounidenses se rindieran o se enfrentarían a la destrucción.

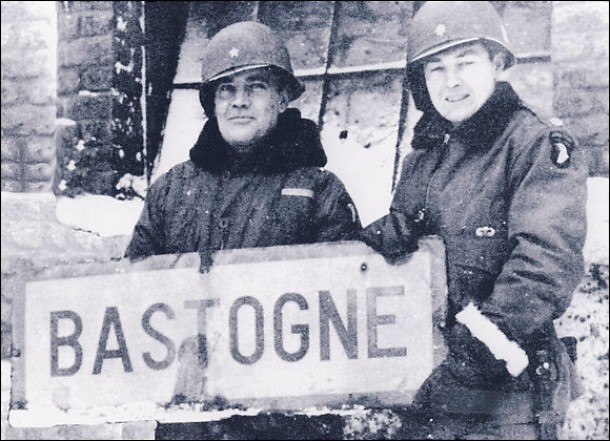
General de brigada Anthony McAuliffe, comandante interino de la 101.ª División Aerotransportada, y Harry Kinnard, representado aquí como teniente coronel, comandante del 1.º Batallón, 501.ª de Infantería de Paracaidistas, en Bastoña después de la batalla de la victoria.

El general de brigada Anthony McAuliffe se desempeñaba entonces como comandante de división interino y recibió la demanda alemana. Kinnard, entonces teniente coronel y que se desempeñaba como oficial de operaciones de la división, relató más tarde que McAuliffe se había reído y dijo: «¿Nosotros rendirmos? Ah, nuts» (en inglés original). Después de considerar la demanda alemana, McAuliffe dijo que no sabía qué decir en respuesta, a lo que Kinnard respondió: «Esa primera observación suya sería difícil de superar».
Según lo relatado por The New York Times en su obituario de 2009, «McAuliffe dijo: "¿Qué quieres decir?". Le respondí: "Señor, usted dijo: 'Nuts'". Todos los miembros del personal estuvieron de acuerdo con entusiasmo. McAuliffe luego escribió: "Al comandante alemán, ¡Nuts! El comandante estadounidense"».
La respuesta de McAuliffe se transmitió a los dos oficiales alemanes que no entendieron su significado. El coronel Joseph Harper, al mando del 327.º Regimiento de Infantería de Planeadores, que había entregado el mensaje, explicó a los alemanes: «Si no saben lo que significa "nuts", en inglés simple es lo mismo que "idos al infierno"».
McAuliffe le pidió a Kinnard que redactara un mensaje que entregó a las tropas en Bastoña el día de Navidad de 1944. El mensaje ha sido registrado como: 
 ¿Qué tiene de divertido todo esto? Solo esto: hemos detenido todo lo que nos han arrojado desde el norte, este, sur y oeste. Tenemos identificaciones de cuatro divisiones Panzer alemanas y una división alemana de paracaídas. Los alemanes nos rodean, sus radios hacen sonar nuestra ruina. Su comandante exigió nuestra rendición y recibió la siguiente respuesta. . . «¡NUTS!». Le estamos dando a nuestro país y a nuestros seres queridos en casa un digno regalo de Navidad y, al tener el privilegio de participar en esta valiente hazaña de armas, realmente nos estamos dando a nosotros mismos una Feliz Navidad. 
 Con la mejora del clima que permitió el apoyo aéreo para ayudar a las tropas, las fuerzas estadounidenses pudieron retener Bastoña, con «nuts» que simbolizan la determinación estadounidense de vencer contra viento y marea.
Después de la guerra, la película de William Wellman Battleground, basada en las experiencias del 101.ª División Aerotransportada, fue filmada y estrenada en 1950 con un guion escrito por un veterano de la batalla, Robert Pirosh, con el teniente coronel Harry Kinnard como asesor técnico.
Veinte años después de la Batalla de las Ardenas, Kinnard recibió críticas de miembros de la 101.ª División Aerotransportada por sus comentarios en una entrevista en el periódico donde dijo: «Nunca sentimos que nos invadirían. Estábamos rechazando todo lo que nos arrojaban. Teníamos las casas y estábamos calientes. Ellos estaban fuera del pueblo, en la nieve y el frío». Muchos miembros de Compañía Easy del 506.º Regimiento de Infantería de Paracaidistas enviaron al historiador militar Stephen Ambrose, autor de Band of Brothers, el artículo que contiene los comentarios con su propia opinión. El comentario más suave de un miembro de la Compañía E fue «¿En qué batalla estuvo?».

### Movilidad aérea
Sobre la base de su servicio de paracaidista, Kinnard ayudó a desarrollar el concepto de movilidad aérea, mediante el cual las tropas serían transportadas en helicóptero a la batalla. Pudo desarrollar este enfoque mientras comandaba la 11.ª División de Asalto Aéreo (Prueba) en Fort Benning en 1963. Esta unidad evolucionó hasta convertirse en la 1.ª División de Caballería (Aeromóvil).
Kinnard ordenó una operación en octubre de 1965 en la que 5000 soldados tomaron el control del valle de Suai Ca, que colocó el valle rico en cultivos bajo el control de Vietnam del Sur. El reportero de Associated Press, Bob Poos, quien cabalgó con el 1.º Escuadrón, 9.º Regimiento de Caballería de la 1.ª División de Caballería Aérea durante dos días de esta operación, describió el uso innovador de la «Caballería del Cielo», que combina infantería ligera en helicópteros armados, como constituyendo «la primera carga de caballería de la guerra moderna».
El general Kinnard estaba al mando durante la primera operación importante de la unidad en la Campaña Pleiku en noviembre de 1965. Durante esta acción, la división realizó 35 días de operaciones aeromóviles continuadas. La batalla inicial, la Batalla de Ia Drang, que resultó en grandes bajas para los combatientes de Vietnam del Norte a costa de 300 muertes estadounidenses, se describió en el libro We Were Soldiers Once ... And Young, que también fue la base de la película posterior de Mel Gibson Cuando éramos soldados. La unidad también obtuvo la primera Presidential Unit Citation otorgada a una división durante la Guerra de Vietnam.
Kinnard se retiró en 1969 de las fuerzas armadas.

## Honores y premios
El 14 de noviembre de 1946, por decreto real, Kinnard fue nombrado caballero por la Reina Guillermina, con el rango de Caballero de 4.ª clase de la Orden Militar de Guillermo. La Orden es el más alto y antiguo honor del Reino de los Países Bajos, que se otorga por «realizar excelentes actos de valentía, liderazgo y lealtad en la batalla». Es un premio extremadamente prestigioso, comparable a la Cruz Victoria británica, la Legión de Honor francesa o la Medalla de Honor estadounidense, pero se otorga con mucha menos frecuencia.
Kinnard ha sido además condecorado con la Cruz por Servicio Distinguido, la Medalla por Servicio Distinguido, la Legión al Mérito, la Estrella de Plata, la Estrella de Bronce y un Corazón Púrpura.

## Kinnard en museos
Los recuerdos de la Segunda Guerra Mundial de Kinnard se pueden ver en Bélgica, donde luchó durante la Batalla de las Ardenas en diciembre de 1944, en el Museo Diciembre 1944 en La Gleize.
El Centro de Entrenamiento Misión Kinnard, un complejo de capacitación en sistemas digitales en Fort Campbell, Kentucky, lleva su nombre. Sus premios, condecoraciones y varios artículos históricos de interés relacionados con él se exhiben en su vestíbulo.

## Fallecimiento
Kinnard murió a los 93 años el 5 de enero de 2009 en Arlington, Virginia. Le sobrevivieron su esposa, Libby, dos hijos, tres hijas, un hijastro, dos hijastras, dieciséis nietos y quince bisnietos.